# Al-Hākim bi-amri ʾllāh
Al-Hākim bi-amri ʾllāh, född 985, död 13 februari 1021, var den 6:e fatamidiske kalifen.
Al-Hākim bi-amri ʾllāh efterträdde 996 sin far al-Aziz på Egyptens tron, och sökte, efter att år 1000 ha bragt sin förmyndare om livet, genom ett tyranniskt styre, som särskilt gick ut över kristna, judar och sunniter främja sina ismailitiska idéer. 

## Första tiden som kalif
Under sina första regeringsår tog han sina härskarplikter mycket allvarligt och bemödade sig att höja landets välstånd. Bland annat inkallade han den berömde matematikern Alhazen till Egypten för att hjälpa honom att reglera Nilöversvämningarna. Men när matematikern inte lyckades omsätta sina teoretiska beräkningar i praktiken tvingades han ända till al-Hākims död hålla sig gömd for att skydda sig från kalifens vrede.

## Religiös iver
Den oinskränkta makt som kalifen förfogade över, vid sidan av den religiösa nimbus som omgav hans ämbete, tycks så småningom ha stigit al-Hākim åt huvudet. Han bemödade sig att åter ge islams gamla lagar gällande kraft. Han lät exempelvis utrota Egyptens vingårdar och förbjöd införsel av alla rusdrycker. Ännu större intrång i det dagliga livet gjorde de lagar genom vilka han försökte inskränka sina undersåtars nöjeslystnad. Han förbjöd inte bara fester och musik utan även schackspel och slutligen till och med promenader utmed Nilen. Sedeslösheten hos kvinnorna, som i de stora städerna trots haremslivet skaffade sig tillfällen till kärleksäventyr, bekämpade han med hjälp av en sedlighetspolis som rekryterades av gamla kvinnor. Då inte heller dessa åtgärder tycktes honom leda till målet, förbjöd han kvinnorna att över huvud taget lämna husen, och för att grundligare genomföra detta förbud gjorde han det straffbart att tillverka damskor.
Han återinförde även äldre bestämmelser om judarnas och de kristnas klädedräkt så att dessa alltid även till det yttre skulle kunna skiljas från muslimerna. De tidigare föreskrifterna skärptes för övrigt ytterligare i det att judarna nu fick bära en klocka och de kristna ett två kilo tungt kors om halsen. Vid sitt hov gynnade han de mest extrema formerna av shiism, vilka efter forniranska förebilder i den legitime härskaren såg en manifestation av gudomen själv.
Kulmen nåddes 1017 genom hans gudomlighetsförklaring, som är en av hörnstenarna i drusernas lära. 

## Död och eftermäle
År 1021 försvann Al-Hākim bi-amri ʾllāh spårlöst. Troligen blev han mördad.
Efter hans död bildade Ad-Darazi och dennes efterföljare Hamza ibn Ali i Syrien en ny sekt, som kombinerade dyrkan av den gudomlige Al-Hākim med mystisk-panteistiska och fornhedniska föreställningar. I Libanon fann denna sekt, som efter sin stiftare kallade sig druser, hänförda anhängare bland bergsborna.